# Ahmed Ibrahim Helal
Ahmed Ibrahim Helal (Arabic:أحمد إبراهيم هلال) (sinh ngày 30 tháng 6 năm 1993) là một cầu thủ bóng đá người Các Tiểu vương quốc Ả Rập Thống nhất. Hiện tại anh thi đấu cho Dibba Al-Fujairah.